# Râul Mănerău
Râul Mănerău este un curs de apă, afluent al râului Cerna. 